# Coppa ACLAV 2017
La Coppa ACLAV 2017 si è svolta dal 18 ottobre al 26 dicembre 2017: al torneo hanno partecipato undici squadre di club argentine e la vittoria finale è andata per la prima volta al Ciudad.

## Regolamento
La competizione prevede la partecipazione degli 11 club impegnati nella Liga Argentina de Voleibol 2017-2018. 
Il torneo è diviso in due fasi:
- Nella prima fase le undici formazioni vengono divise in tre gironi, dove si affrontano in un round-robin dal quale le tre prime classificate accedono alla fase finale insieme alla formazione ospitante;
- In final four le quattro formazioni si affrontano in gara unica, dando vita alle semifinali, alla finale per il terzo posto e alla finale per il titolo.

## Squadre partecipanti
| - Ciudad - Bolívar - Gigantes del Sur - Libertad - Lomas - Monteros | - Obras Sanitarias - Puerto San Martín - River Plate - UNTreF - UPCN |

## Torneo

### Prima fase

#### Gruppo 1

##### Risultati
| 18 ottobre 2017 Estadio República de Venezuela, San Carlos de Bolívar Durata: 1h:10 - Spettatori: ? | Bolívar          | 3 - 0 | Puerto San Martín | 25-17, 25-18, 25-17        |
| 19 ottobre 2017 Estadio República de Venezuela, San Carlos de Bolívar Durata: ? - Spettatori: ?     | Gigantes del Sur | 3 - 1 | Puerto San Martín | 25-19, 25-23, 23-25, 28-26 |
| 20 ottobre 2017 Estadio República de Venezuela, San Carlos de Bolívar Durata: ? - Spettatori: ?     | Bolívar          | 3 - 0 | Gigantes del Sur  | 25-17, 25-11, 25-22        |

##### Classifica
| Pos. | Squadra           | Pt | G | V | P | SV | SP | Ratio | PF  | PS  | Ratio |
| ---- | ----------------- | -- | - | - | - | -- | -- | ----- | --- | --- | ----- |
| 1    | Bolívar           | 6  | 2 | 2 | 0 | 6  | 0  | MAX   | 150 | 102 | 1.470 |
| 2    | Gigantes del Sur  | 3  | 2 | 1 | 1 | 1  | 6  | 0.166 | 145 | 176 | 0.823 |
| 3    | Puerto San Martín | 0  | 2 | 0 | 2 | 3  | 4  | 0.750 | 151 | 168 | 0.898 |

#### Gruppo 2

##### Risultati
| 18 ottobre 2017 Estadio Aldo Cantoni, San Juan Durata: 1h:47 - Spettatori: ? | Obras Sanitarias | 3 - 2 | Monteros         | 19-25, 22-25, 25-22, 26-24, 15-11 |
| 18 ottobre 2017 Estadio Aldo Cantoni, San Juan Durata: 1h:37 - Spettatori: ? | UPCN             | 3 - 1 | Libertad         | 25-19, 25-21, 23-25, 25-23        |
| 19 ottobre 2017 Estadio Aldo Cantoni, San Juan Durata: 1h:12 - Spettatori: ? | Obras Sanitarias | 3 - 0 | Libertad         | 25-19, 25-15, 26-24               |
| 19 ottobre 2017 Estadio Aldo Cantoni, San Juan Durata: 1h:13 - Spettatori: ? | UPCN             | 3 - 0 | Monteros         | 25-20, 25-21, 25-23               |
| 20 ottobre 2017 Estadio Aldo Cantoni, San Juan Durata: 1h:18 - Spettatori: ? | Monteros         | 0 - 3 | Libertad         | 21-25, 20-25, 23-25               |
| 20 ottobre 2017 Estadio Aldo Cantoni, San Juan Durata: 1h:12 - Spettatori: ? | UPCN             | 3 - 0 | Obras Sanitarias | 25-20, 25-20, 25-23               |

##### Classifica
| Pos. | Squadra          | Pt | G | V | P | SV | SP | Ratio | PF  | PS  | Ratio |
| ---- | ---------------- | -- | - | - | - | -- | -- | ----- | --- | --- | ----- |
| 1    | UPCN             | 9  | 3 | 3 | 0 | 9  | 1  | 9.000 | 248 | 215 | 1.153 |
| 2    | Obras Sanitarias | 5  | 3 | 2 | 1 | 6  | 5  | 1.200 | 246 | 240 | 1.025 |
| 3    | Libertad         | 3  | 3 | 1 | 2 | 4  | 6  | 0.667 | 221 | 238 | 0.929 |
| 4    | Monteros         | 1  | 3 | 0 | 3 | 2  | 9  | 0.222 | 235 | 257 | 0.914 |

#### Gruppo 3

##### Risultati
| 18 ottobre 2017 CRyDM Gorki Grana, Morón Durata: 1h:33 - Spettatori: ? | Lomas  | 0 - 3 | UNTreF      | 23-25, 26-28, 22-25              |
| 18 ottobre 2017 CRyDM Gorki Grana, Morón Durata: 1h:15 - Spettatori: ? | Ciudad | 3 - 0 | River Plate | 25-18, 25-23, 25-19              |
| 19 ottobre 2017 CRyDM Gorki Grana, Morón Durata: 1h:12 - Spettatori: ? | Lomas  | 3 - 0 | River Plate | 25-21, 25-23, 25-16              |
| 19 ottobre 2017 CRyDM Gorki Grana, Morón Durata: 1h:59 - Spettatori: ? | Ciudad | 3 - 2 | UNTreF      | 25-22, 22-25, 25-23, 16-25, 15-6 |
| 20 ottobre 2017 CRyDM Gorki Grana, Morón Durata: 1h:57 - Spettatori: ? | UNTreF | 3 - 1 | River Plate | 25-20, 34-36, 25-20, 25-20       |
| 20 ottobre 2017 CRyDM Gorki Grana, Morón Durata: 1h:21 - Spettatori: ? | Ciudad | 3 - 0 | Lomas       | 25-22, 25-21, 25-21              |

##### Classifica
| Pos. | Squadra     | Pt | G | V | P | SV | SP | Ratio | PF  | PS  | Ratio |
| ---- | ----------- | -- | - | - | - | -- | -- | ----- | --- | --- | ----- |
| 1    | Ciudad      | 8  | 3 | 3 | 0 | 9  | 2  | 4.500 | 253 | 225 | 1.124 |
| 2    | UNTreF      | 7  | 3 | 2 | 1 | 8  | 4  | 2.000 | 288 | 270 | 1.067 |
| 3    | Lomas       | 3  | 3 | 1 | 2 | 3  | 6  | 0.500 | 210 | 213 | 0.986 |
| 4    | River Plate | 0  | 3 | 0 | 3 | 1  | 9  | 0.111 | 216 | 259 | 0.834 |

### Final-four

#### Semifinali
| 25 ottobre 2017 La Calderita, San Jerónimo Norte Durata: 1h:28 - Spettatori: ? | Bolívar  | 0 - 3 | UPCN   | 15-25, 21-25, 30-32        |
| 25 ottobre 2017 La Calderita, San Jerónimo Norte Durata: 1h:50 - Spettatori: ? | Libertad | 1 - 3 | Ciudad | 25-22, 26-28, 16-25, 19-25 |

#### Finale 3º posto
| 26 ottobre 2017 La Calderita, San Jerónimo Norte Durata: 1h:16 - Spettatori: ? | Libertad | 0 - 3 | Bolívar | 24-26, 24-26, 20-25 |

#### Finale
| 26 ottobre 2017 La Calderita, San Jerónimo Norte Durata: 1h:57 - Spettatori: ? | UPCN | 2 - 3 | Ciudad | 21-25, 22-25, 25-23, 25-21, 11-15 |